# Gekko carusadensis
Espèce
Gekko carusadensis est une espèce de geckos de la famille des Gekkonidae.

## Répartition
Cette espèce est endémique de Luçon aux Philippines.

## Description
Gekko carusadensis mesure, queue non comprise, de 83,4 à 97,2 mm pour les mâles et 79,9 à 87,5 mm pour les femelles.

## Étymologie
Son nom d'espèce, composé de carusad[us] et du suffixe latin -ensis, « qui vit dans, qui habite », lui a été donné en référence au milieu de sa découverte, le Karst.

## Publication originale
- Linkem, Siler, Diesmos, Sy & Brown, 2010 : A new species of Gekko (Squamata: Gekkonidae) from central Luzon Island, Philippines. Zootaxa, n. 2396, p. 37–49.